# 茲拉蒂察戰役
茲拉蒂察戰役（1443年12月12日）為鄂圖曼帝國與塞爾維亞-匈牙利聯軍在巴爾幹半島的一場戰役。該戰役發生點位於巴爾幹山脈的茲拉蒂察山口（位於今保加利亞）。波蘭國王的不耐煩和嚴冬迫使匈雅提在1422年2月返回家園，但在撤退之前他便徹底破壞了鄂圖曼蘇丹在波士尼亞、赫塞哥維納、塞爾維亞、保加利亞和阿爾巴尼亞的控制權。

## 背景
1440年，匈雅提·亞諾什成為波蘭國王瓦迪斯瓦夫三世最信任的顧問和最受尊敬的士兵。匈雅提被授予贝尔格莱德總督，並負責對抗鄂圖曼帝國的軍事行動，瓦迪斯瓦夫國王本人也承認匈雅提的功績，授予他在匈牙利東部的莊園。匈雅提很快就表現出非凡的能力，以他所掌握的有限資源來組織防禦。1441年，他在塞門德里亞戰勝了伊沙克貝伊：他在距離特蘭西瓦尼亞的納吉西本不遠的地方，他殲滅了一支奧斯曼軍隊，並為匈牙利恢復了瓦拉幾亞的宗主權；1442年7月，他在鐵門擊敗了由謝哈貝丁率領的八萬鄂圖曼大軍。這些勝利使匈雅提成為鄂圖曼帝國的主要敵人，並在整個基督教世界中享有盛譽，並且成為他在1443年採取行動的主要動力。他與瓦迪斯瓦夫國王一起動的著名遠征，被稱為漫長戰役，尼什戰役 (1443年)是這次戰役的戰役之一。在該戰役期間，匈雅提由朱利安·切薩里尼陪同。戰鬥發生於1443年11月3日，在博爾瓦尼和尼什之間的平原上發生。該場戰役由魯米利亞貝勒貝伊卡西姆帕夏、圖拉漢貝伊與伊沙克貝伊率領，而在戰敗後，撤退的卡西姆帕夏和圖拉漢貝伊的軍隊燒毀了尼什和索非亞之間的所有村莊。從鄂圖曼帝國的消息來源證實，鄂圖曼帝國之所以失敗，是因為不同指揮官領導的軍隊間缺乏相互合作。

## 戰役經過
在茲拉蒂卡戰役之前，十字軍還沒有遇到鄂圖曼帝國的任何一支主要軍隊，只有沿他們前往阿德里安堡的路線上的城鎮駐軍，而在茲拉蒂卡，他們遇到了強大且占有絕佳位置的鄂圖曼防禦部隊，並且，嚴寒的天氣也同樣有利於鄂圖曼守軍──由卡西姆帕夏所指揮──之陣地。十字軍打算通過斯雷那山脈的森林，繼續向阿德里安堡進發。然，當他們到達茲拉蒂卡時，其通道正被非常強大的鄂圖曼軍隊封鎖，使得他們無法前進，再加上如此嚴寒的天氣，他們的部隊很難獲得正常的補給。雪上加霜的是，卡西姆帕夏的鄂圖曼軍隊還多次襲擊他們。

## 後續
在茲拉蒂卡戰役和隨後的十字軍撤軍行動之後，戰場和周邊地區都被徹底摧毀：塞爾維亞滿目瘡痍，索非亞被燒毀，變成了「黑地」，周圍的村莊變成了「黑炭」。只有久拉吉·布蘭科維奇從1443年的戰役中獲得過勝利。
然而十字軍在撤退期間，他們在庫諾維察戰役伏擊並亟待了追擊他們的鄂圖曼軍隊。蘇丹的女婿兼大維齊爾錢達爾勒·哈利勒帕夏的兄弟馬哈茂德貝伊被俘。

## 歷史來源
歷史學家對於該戰役的勝利者沒有定論。根據哈利勒·伊納爾奇克的說法，作者未知的《İzladi ve Varna Savaşları (1443–1444) Üzerinde Gazavatnâme》是所有鄂圖曼帝國編年史中，關於茲拉蒂卡戰役和瓦爾納戰役之相關事件中最為可靠的資料來源。